# Hartwig Bleidick
Hartwig Bleidick (* 26. prosince 1944 Soest) je bývalý německý fotbalista, levý obránce.

## Fotbalová kariéra
Začínal v týmu Soester SV.
V německé bundeslize hrál za Borussii Mönchengladbach. Nastoupil ve 114 bundesligových ligových utkáních a dal 6 gólů. V letech 1970 a 1971 vyhrál s Borussií Mönchengladbach bundesligu a v roce 1973 DFB-Pokal. V Poháru mistrů evropských zemí nastoupil ve 4 utkáních a v Poháru UEFA nastoupil v 6 utkáních. Kariéru končil v týmu Teutonia Lippstadt. Za reprezentaci Německa nastoupil v roce 1971 ve 2 utkáních. Byl členem západoněmecké reprezentace na LOH 1972 v Mnichově, nastoupil ve 3 utkáních.

## Ligová bilance
| Ročník                                 | Zápasy | Góly | Klub                     |
| -------------------------------------- | ------ | ---- | ------------------------ |
| Německá fotbalová Bundesliga 1968/1969 | 34     | 3    | Borussia Mönchengladbach |
| Německá fotbalová Bundesliga 1969/1970 | 28     | 2    | Borussia Mönchengladbach |
| Německá fotbalová Bundesliga 1970/1971 | 16     | 0    | Borussia Mönchengladbach |
| Německá fotbalová Bundesliga 1971/1972 | 27     | 1    | Borussia Mönchengladbach |
| Německá fotbalová Bundesliga 1972/1973 | 9      | 0    | Borussia Mönchengladbach |
| CELKEM Německá fotbalová Bundesliga    | 114    | 6    |                          |